# Poland (comté de Herkimer, New York)
Pour les articles homonymes, voir Poland.
Poland est un village situé dans le comté de Herkimer, dans l'État de New York, aux États-Unis,. En 2010, il comptait une population de 508 habitants.

## Démographie
Lors du recensement de 2010, le village comptait une population de 508 habitants. Elle est estimée, en 2019, à 478 habitants.